# Momo Hirai
Momo Hirai (Japans: もも平井) (Kyōtanabe, 9 november 1996), bekend onder de naam Momo, is een Japans lid van de Zuid-Koreaanse meidengroep Twice en de meidengroep "MISAMO". Naast Momo zijn er nog twee andere Japanse bandleden, namelijk Mina en Sana. Momo is een van de hoofddanseressen van de groep en heeft daaraan de bijnaam "Dancing Machine Momo" te danken.

## Biografie
Momo werd geboren in Japan. Op driejarige leeftijd begon ze, samen met haar zus, te dansen.
In 2008 verscheen ze in een K-pop-muziekvideo van Lexy en in 2011 op de talentenshow Superstar K.
In 2012 werden Momo en haar zus door JYP Entertainment ontdekt via een online video. Beiden mochten deelnemen aan een auditie, maar enkel Momo werd toegelaten, waardoor ze in april datzelfde jaar naar Zuid-Korea ging.
In 2015 nam Momo deel aan de Zuid-Koreaanse reality-tv uitzending Sixteen, georganiseerd door JYP Entertainment in coproductie met Mnet. Hoewel ze geëlimineerd werd, werd ze later toch op het einde van de competitie teruggebracht, om de meidengroep Twice te vormen.
In oktober 2015 debuteerde Momo als lid van Twice, in The Story Begins. De lead single van dit album, Like Ooh-Ahh, was het eerste K-pop-liedje van een debuterende groep dat meer dan 100 miljoen keer bekeken was op Youtube.
Momo is het derde oudste lid van Twice en samen met Mina de belangrijkste danseres. Ze maakt eveneens ook deel uit van de "J-Line" met de andere twee Japanse leden.